# Mareja urbana
Mareja urbana är en insektsart som beskrevs av Carl Stål 1864. Mareja urbana ingår i släktet Mareja och familjen dvärgstritar. Inga underarter finns listade i Catalogue of Life.